# Showpalast München

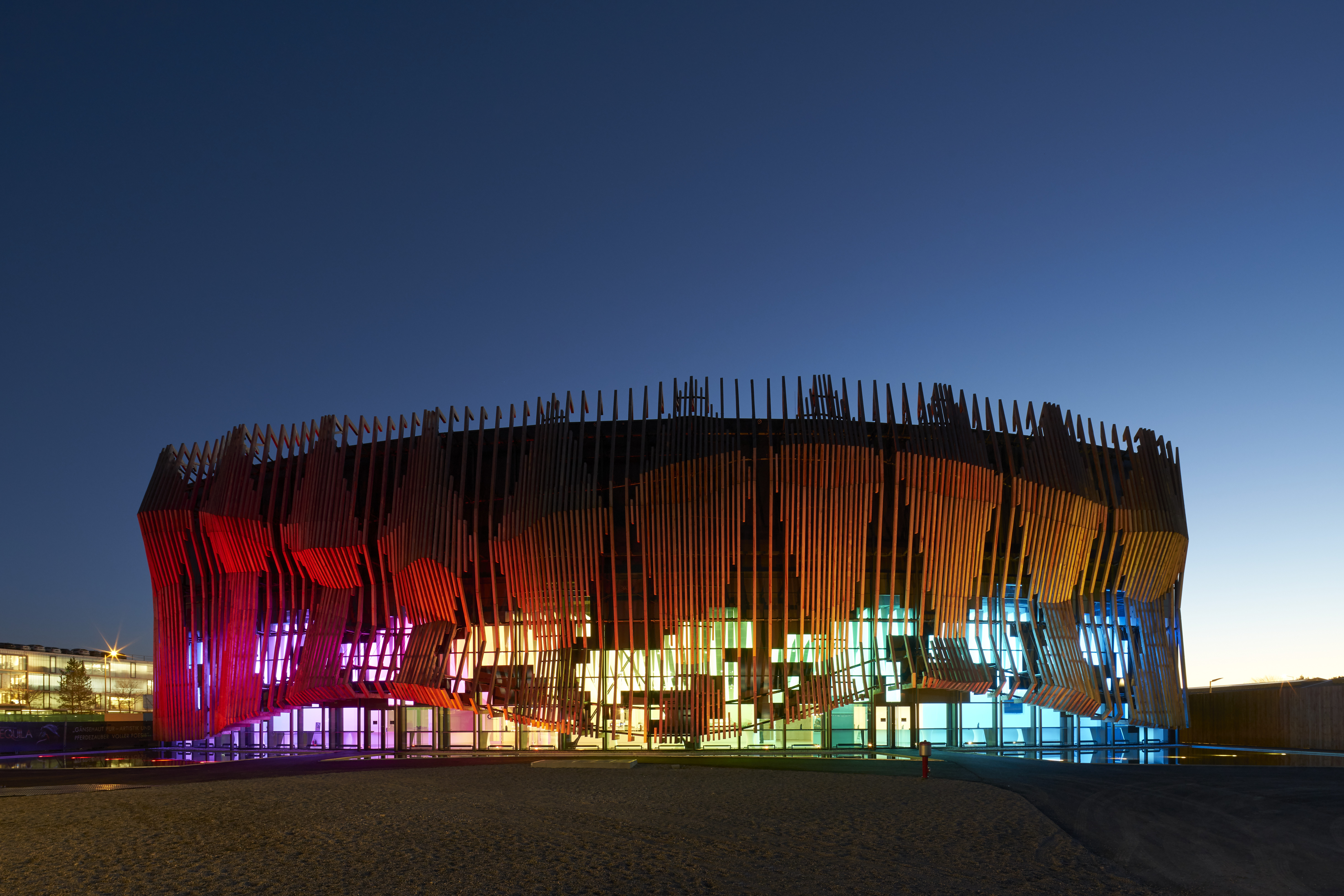
Showpalast München

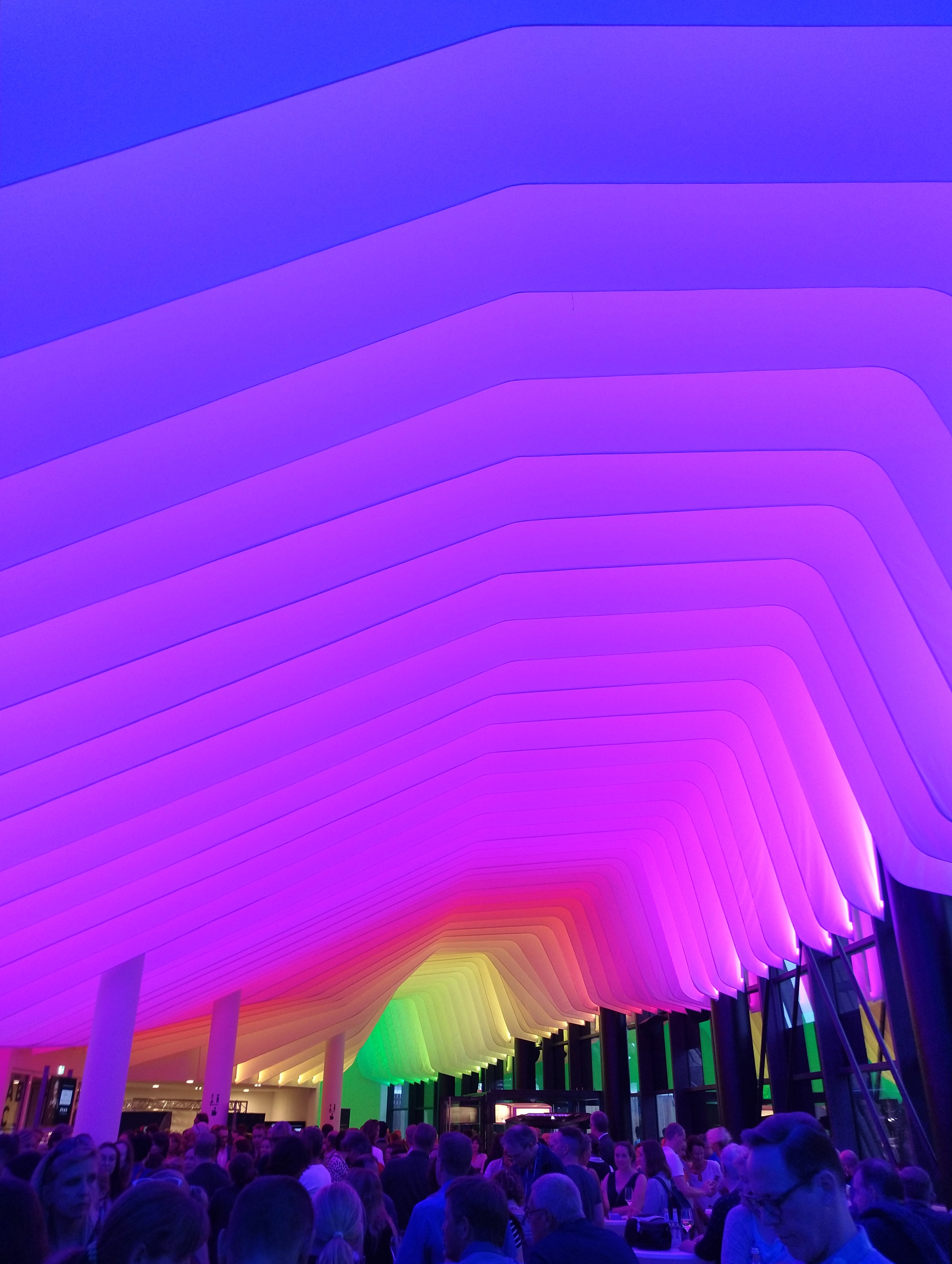
Innenansicht Foyer

Der Showpalast München (auch: Equila Showpalast) ist ein 2017 eröffneter fester Theaterbau im Münchner Stadtteil Fröttmaning. Ursprünglich errichtet für die Apassionata-Pferdeschau, wird das Theater heute stattdessen für Veranstaltungen verschiedener Art genutzt.

## Beschreibung
Der Showpalast München verfügt über einen Zuschauerraum für bis zu 1700 Personen mit einer Bühnenfläche von über 1200 Quadratmetern. Er hat die größte LED-Wand Europas mit einer Bildschirmfläche von fast 600 Quadratmetern. Er wurde in Holzrasterschale von Graft Architekten erbaut. An der Außenfassade lassen sich wie bei einem Praxinoskop galoppierende Pferde erkennen.
Der Showpalast befindet sich am Hans-Jensen-Weg 3, südlich der Allianz Arena. Auf dem Gelände befindet sich ein Biergarten für ca. 400 Personen.
Der Münchner Stadtrat plant, 2028 den Fröttmaninger Showpalast abzureißen, um dort einen Betriebshof für Straßenbahnen und Busse zu errichten.

## Cavalluna Park
Um den Showpalast herum wurde ein Themenpark gebaut, der am 18. August 2018 eröffnet wurde. Im Vorfeld wechselte der Name mehrfach, von Apassionata Park zu Apassionata World und nach der Beilegung des Namensrechtstreits zu Equilaland auf jetzt Cavalluna Park, benannt nach der gleichnamigen Cavalluna-Show.